# Reimsbach
Reimsbach is een plaats in de Duitse gemeente Beckingen, deelstaat Saarland.